# ووزانبئک-اوپم
شهر ووزانبئک-اوپم (به فرانسوی: Wezembeek-Oppem) در ناحیه اداری ال-ویلوورد  در استان فلومیش بربان  در منطقه فلاندری در کشور بلژیک واقع شده‌است.